# 瑟尔维娅·齐扎尼斯卡
瑟尔维亚·齐扎尼斯卡（波蘭語：Sylwia Zyzańska，1997年7月27日—）是一名波兰女子射箭运动员，主攻反曲弓项目。她在12岁时开始接触射箭，当时她的体育教师开设课外射箭课程，她决定报名参加课程，这之后她便开始系统性的训练。2013年，她首次参加国际比赛。高中毕业后，她在克拉科夫体育大学修读体育教学和教练专业，2020年开始又进入亞捷隆大學修读体育管理和旅游专业。